# 薛冑
薛 冑（せつ ちゅう、生年不詳 - 604年）は、中国の北周から隋にかけての官僚・政治家。字は紹玄。本貫は河東郡汾陰県。

## 経歴
北周の蔡州刺史の薛端の子として生まれた。年若くして聡明で、経書の訓注が聖人の考えを理解していないと常に嘆いていた。意気盛んな性格で、功名を立てることを志とした。北周の明帝のとき、文城郡公の爵位を嗣いだ。上儀同に累進し、司金中大夫・徐州総管府長史・合州刺史を歴任した。大象年間、開府儀同大将軍に上った。
隋が建国されると、薛冑は魯州刺史に抜擢されたが、赴任しないうちに検校廬州総管事を命じられた。まもなく兗州刺史に任じられた。薛冑は兗州に着任すると、未決囚数百人の処分を10日ほどで決めてしまい、獄舎は空になった。陳州の向道力という人物が、偽って高平郡太守と称し、高平郡に赴こうとしていた。薛冑は道中に向道力と出会って、おかしいところがあると思い、留まって詰問しようとした。司馬の王君馥に強く諫められたので、向道力が郡に赴くに任せた。薛冑はこのことを後悔し、すぐさま主簿を派遣して向道力を追いかけ拘禁させることにした。薛冑の部下に徐倶羅という者があり、かつて海陵郡太守をつとめたことがあったが、向道力に取って代わられてしまい、任期満了まで誰も偽りに気づかなかった。徐倶羅は「向道力は徐倶羅に代わって偽の太守となったことがあるのだが、君はまだこれを疑うのだろうか」と王君馥に語った。王君馥は徐倶羅の話を聞いてもなお、薛冑を止めようとした。薛冑は「わたしはすでにこの人の偽りを察知していた。司馬が奸悪を容認するのであれば、連座の罪に問うべきだろう」と王君馥を叱ったので、王君馥は止めるのをやめた。主簿を派遣して向道力を収監すると、向道力は恐れて偽りを認めた。
兗州城の東で沂水と泗水が合流して南に流れており、先だって下流の大沢中が氾濫した。そこで薛冑は石を積んで水をせき止めさせ、水を西に注がせると、大沢から水が引いて良田となった。さらに運河を通すと、利益は淮河流域や沿海地方にも及び、人々はこれを頼みにして、「薛公豊兗渠」と称した。
589年（開皇9年）、薛冑は南朝陳に対する南征に参加した。隋軍は長江を渡って建康を陥落させた。隋の楊素の部将の龐暉が南方の湘州に派遣され、薛冑が湘州刺史となって湘州に向かった。龐暉が陳の岳陽王陳叔慎の騙し討ちに遭って殺害されたため、薛冑は援兵を求め、行軍総管の劉仁恩が新たに派遣された。薛冑は鵝羊山に進出し、陳叔慎の派遣した侯正理や樊通らを撃破し、勝利に乗じて湘州に入城して、陳叔慎を生け捕りにした。
隋による統一で天下太平となったことから、薛冑は封禅の儀式を行うよう文帝に勧めるべく、博士を泰山に派遣して古跡を調査させ、『封禅図』を編纂して上奏した。文帝は遠慮して封禅の決行を許可しなかった。後に薛冑は郢州刺史に転じ、善政で知られた。召還されて衛尉卿となり、まもなく大理卿に転じた。後に刑部尚書となった。599年（開皇19年）、王世積が処刑されて、左僕射の高熲が失脚すると、薛冑は文帝の意に逆らって高熲を弁護し、免官された。後に検校相州総管事をつとめ、有能で知られた。
604年（仁寿4年）、漢王楊諒が并州で反乱を起こすと、部将の綦良を派遣して東方を経略させ、慈州に攻め寄せた。慈州刺史の上官政が薛冑に援軍を求めたが、薛冑は楊諒の兵の勢いを恐れて、援軍を出さなかった。綦良は兵を率いてさらに薛冑のいる相州を攻撃したため、薛冑はこれをしりぞけようと、魯世範を綦良のもとに派遣して日和見な態度を示させた。綦良は攻撃をやめて進軍し、黎陽攻略を図った。綦良が史祥の攻撃を受けると、軍を捨てて薛冑を頼った。朝廷は薛冑に二心あるものと疑い、逮捕して大理に送った。相州の官吏や民衆は薛冑に恩義を感じていたため、宮殿を訪れて薛冑の無罪を訴える者100人あまりにのぼった。薛冑は罪に問われて官爵を剥奪され、一兵卒として嶺南に配備されることとなり、その道中に病没した。

## 子女
- 薛筠
- 薛献

## 伝記資料
- 『周書』巻35 列伝第27
- 『隋書』巻56 列伝第21
- 『北史』巻36 列伝第24